# Caberea climacina
Caberea climacina is een mosdiertjessoort uit de familie van de Candidae. De wetenschappelijke naam van de soort is voor het eerst geldig gepubliceerd in 1890 door Ortmann.